# 锡铁山站
锡铁山站位于青海省大柴旦行政区锡铁山镇，是青藏铁路的一座车站，距离西宁站686公里，于1979年启用，现由青藏铁路公司营运。车站现为四等站，办理旅客乘降和行包托运。车站同时承担货运业务。

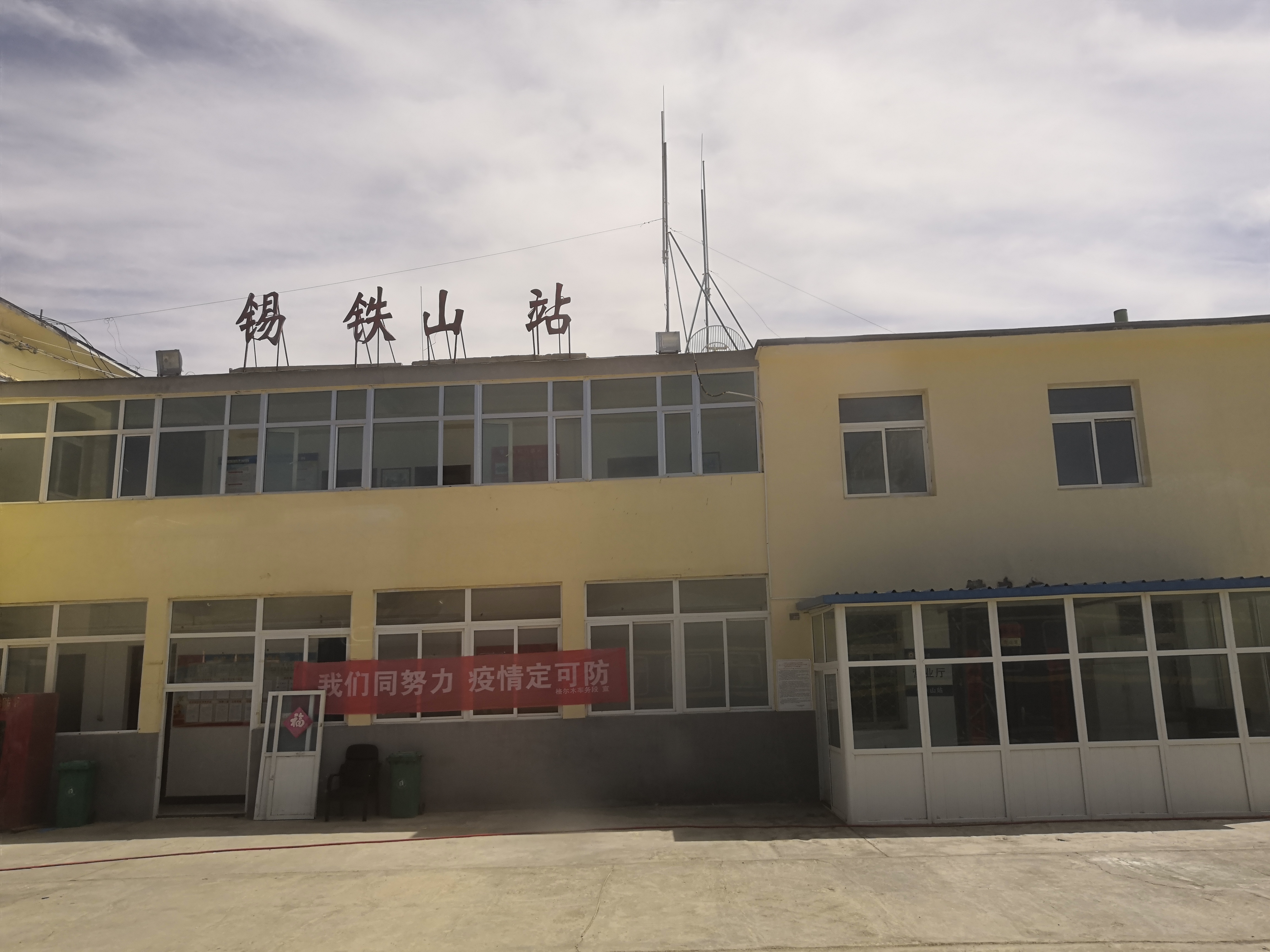
2020年，列车上抓拍的锡铁山站站房

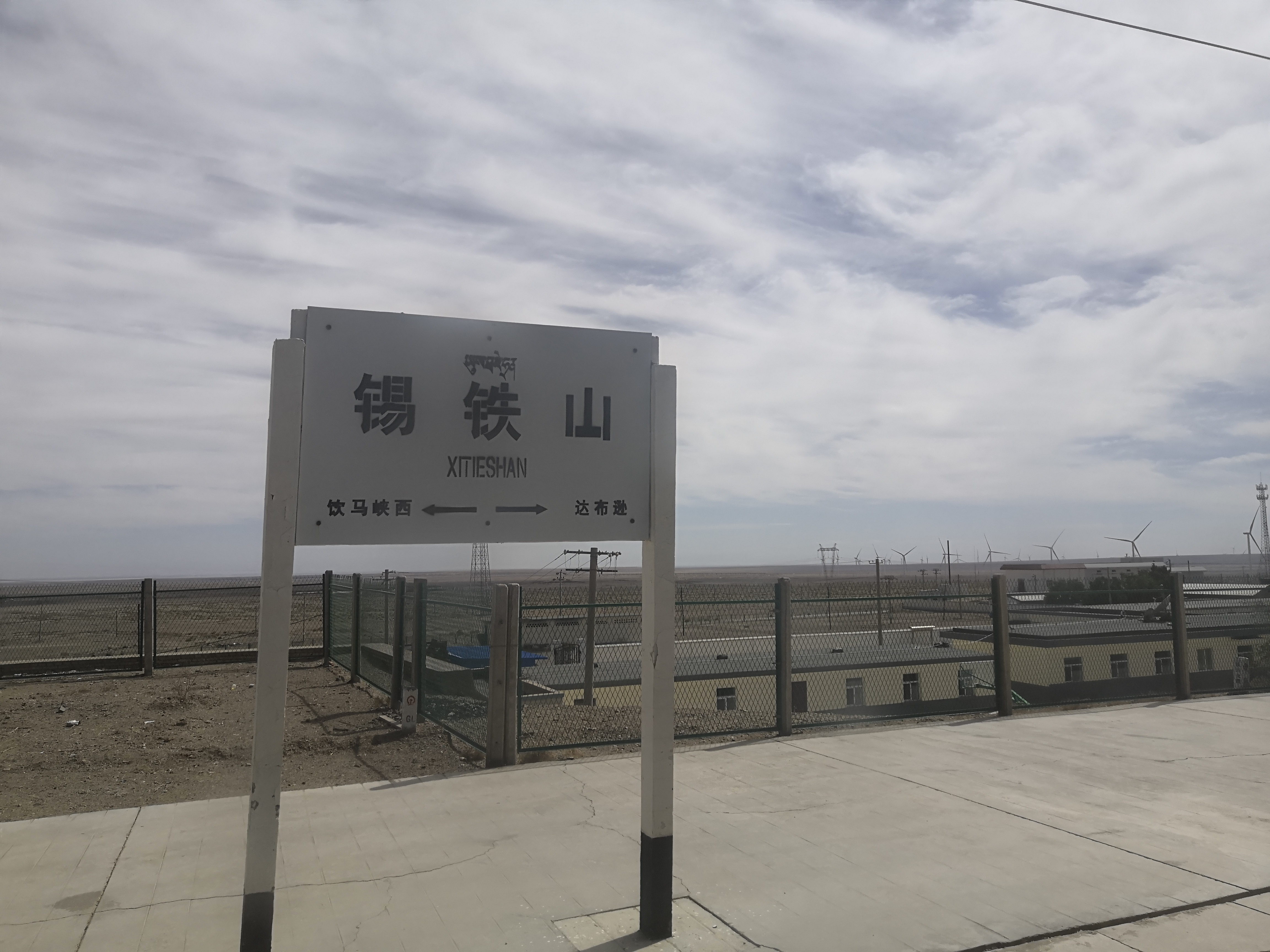
2020年，列车上抓拍的锡铁山站站牌